# Рассвет (Калмыкия)
Рассвет — посёлок в Яшкульском районе Калмыкии, в составе Хулхутинского сельского муниципального образования. 
Население - 11 (2010)

## Физико-географическая характеристика
Посёлок расположен на востоке Яшкульского района, на Чёрных землях, в пределах Прикаспийской низменности, являющейся частью Прикаспийской низменности, на высоте около 10 метров ниже уровня мирового океана. Рельеф местности равнинный, практически плоский. Развиты формы мезо- и микрорельефа: песчаные бугры, бугорки, западины. Местами имеются участки незакреплённых песков (пески Кошата и др.). Почвы бурые солонцеватые и солончаковые. Почвообразующие породы - пески
По автомобильной дороге расстояние до столицы Калмыкии города Элиста составляет 170 км, до районного центра посёлка Яшкуль - 79 км, до административного центра сельского поселения посёлка Хулхута - 16 км. 
Как и для всего Яшкульского района, для посёлка характерен резко континентальный климат, с жарким и засушливым летом, практически бесснежной ветреной, иногда со значительными холодами, зимой.
Часовой пояс
Рассвет, как и вся Республика Калмыкия, находится в часовой зоне МСК (московское время). Смещение применяемого времени относительно UTC составляет +3:00.

## История
Посёлок основан предположительно во второй половине XX века. На топографической карте 1984 года обозначен как участок № 2 имени XVII Партконференции. К 1989 году в посёлке проживало около 90 человек.

## Население
| 2002 | 2010 |
| ---- | ---- |
| 0    | ↗11  |

Этнический состав
| Национальность | Численность (2010) | Процент |
| -------------- | ------------------ | ------- |
| Даргинцы       | 5                  | 100%    |
| Всего          | 5                  | 100%    |